# Octomeria ementosa
Octomeria ementosa é uma pequena espécie de orquídea (Orchidaceae) originária do Brasil.